# Hovhannes Bagramyan
Hovhannes Khachatury Bagramyan (Armênio: Հովհաննես Խաչատուրի ou de modo alternativo, Քրիստափորի, Christapory) (russo: Оване́с Хачату́рович Баграмя́н) (2 de dezembro de 1897 - 21 de setembro de 1982), foi um militar soviético armênio, comandante e marechal da União Soviética. Durante a 2ª Guerra Mundial, Bagramyan foi o primeiro oficial militar não eslavo a se tornar comandante de um fronte. Entre vários armênios no exército soviético, ele foi quem conquistou as melhores posições no ranking de oficiais militares soviéticos durante a guerra e o primeiro de cinquenta armênios a chegar ao rank de generais neste mesmo período.
A experiência de Bagramyan como chefe em planejamento militar o distinguiu no comando durante os primeiros estágios da ofensiva soviética contra o exército nazista alemão. Ele estava no comando da primeira unidade em 1942 e em novembro de 1943 veio a receber mais prestígio como comandante do 1º fronte do Báltico. Participou também de importantes ofensivas que foram responsáveis por expulsar as forças alemãs das repúblicas soviéticas do Báltico. Ele não entrou imediatamente para o partido comunista, logo após a Revolução de Outubro; veio a tornar-se membro apenas em 1941, era uma personalidade atípica do exército soviético. Após a guerra, ele serviu como membro do soviete supremo da República Socialista soviética da Letônia e da Armênia e foi um participante regular dos congressos do partido. Em 1952, foi nomeado membro permanente. Devido as suas contribuições durante a guerra, foi considerado um herói soviético e continuou a deter a consideração e o seu status entre os armênios, mesmo muito tempo após do fim da guerra.

## Primeiros anos

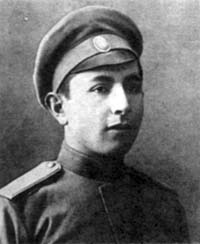
Bagramyan jovem na foto tirada em 1916, quando ele servia no exército imperial russo.

Hovhannes Bagramyan era filho de Khachatur Bagramyan, que trabalhava na comapanhia ferroviaria armênia e nasceu na vila de Chardakhlu ( Agora Çanilibel) perto de Yelizave Tpol (depois Kirovabad, agora Ganja, Azerbaizan), que fazia parte do Império Russo. Hamazasp Babadzhanian, que se tornou marechal chefe das forças armadas soviéticas, nasceu na mesma vila. De acordo o gosto de seu pai e de seu irmão, segiu no trabalho com trilhos. Ele teve dois anos iniciais de serviço escolar em Yelizavetpol e depois estudou no instituto técnico de Tifilis, Geórgia onde se tornou mêcanico de trem.

## Primeira Guerra Mundial
Em 1915 entrou voluntariamente para o exército russo (nos destacamentos de voluntários), no 2º fronte do Cáucaso do corpo expedicionário russo. Em junho de 1917 ele se graduou na academia militar de Tifilis, no exército imperial russo. As unidades das quais ele fazia parte foram desmobilizadas no mesmo ano, indo ele em seguida para o governo provisório e logo depois para a revolução de Outubro. De qualquer modo, com a criação da República democrática da Armênia em 1918, Bagramyan alistou-se no 3º regimento armênio da região. Após o Império Otomano assinar o tratado de Brest-Litovsk (3 de março de 1918 com a Rússia SFSR, de Abril 1, 1918) ele estava no 1 º Regimento de Cavalaria armênio, que ajudou a reprimir as intenções ofensivas do Exército do Império Otomano, conquistando os restos da república nas regiões de Karaourgani e Sarecamixe. Ele participou mais notavelmente em maio de 1918 da batalha de Sardarapate, onde os militares armênios garantiram uma vitória decisiva contra as forças turcas. Ele permaneceu no regimento até maio 1920.

## Período entre guerras
Após a derrubada do Governo Provisório pelos bolcheviques em outubro de 1917, o Exército Vermelho invadiu as repúblicas do Cáucaso do sul do Azerbaijão, a Geórgia e a Arménia. Em maio de 1920, iniciou-se uma rebelião contra o governo liderado pelo Dashnak-da Armênia e juntou-se o 11 º Exército Soviético. Foi nomeado comandante de um regimento de cavalaria, tomando parte em várias batalhas durante a Guerra Civil russa, e também lutou contra as forças nacionalistas armênias e georgianas. Em 1923, foi nomeado comandante do Regimento de Cavalaria Alexandropol, uma posição que ocupou até 1931. Dois anos mais tarde, Bagramyan graduado-se na Escola de Cavalaria de Leninegrado, em 1934, a partir da Academia Militar Frunze.
Em suas memórias, Pyotr Grigorenko, um comandante ucraniano que estudou em Frunze, escreveu sobre como Bagramyan foi expulso da academia por seus superiores, depois que descobriram que ele tinha sido em segredo, membro do partido nacionalista armênio, o Dashnak, proibido na época, há mais de uma década. Enquanto aguardava a sua detenção, Grigorenko descreveu Bagramyan como "profundamente deprimido. Grigorenko alertou, para que ele recorresse da ordem de detenção, algo que Bagramyan fez de modo relutante e, com o membro do Politburo ajudar armênio Anastas Mikoyan, o mandado de detenção foi revogada e ele aceitou ser "reabilitado." De 1934 a 1936, atuou como o chefe de equipe da 5 ª Divisão de Cavalaria, e a partir de 1938, trabalhou como instrutor e palestrante sênior na Academia Militar do Estado-Maior Soviético. Concomitantemente o dirigente soviético Joseph Stalin tinham purgado grande parte do seu corpo de agentes soviéticos veteranos . Enquanto outros estudantes da academia militar, Andrei Yeremenko e Gueorgui Júkov, tinham visto a sua carreira subir, a de Bagramyan tinha ficado estagnada ".
Em 1940, quando Júkov foi promovido a general, comandante do distrito militar de Kiev, na Ucrânia, Bagramyan escreveu uma carta pedindo para servir sob seu comando. O general aceitou, e em dezembro pediu sua ajuda para escrever um documento a ser apresentado aos comandantes dos Distritos Militares Soviéticos. O papel de Bagramyan , realizando uma operação ofensiva Contemporânea, aparentemente impressionou Júkov, que promoveu Bagramyan a chefe de operações do 12 º Exército Soviético, com base na Ucrânia. No prazo de três meses, no entanto, Bagramyan foi nomeado vice-chefe de equipe da Frente Sudoeste, em Kiev.